# 지신밟기
지신밟기(地神 - )는 한국에서 세시 풍속으로 하는 놀이의 하나이다. (무형문화유산)
주로 영남지방의 농민들 사이에 행한다. 음력 정월보름날에 행하는데 이 놀이의 뜻은 그 동리와 동리 집집의 지신(地神)을 밟아서(鎭壓) 잡귀를 쫓아, 연중 무사하고 복이 깃들이기를 비는 데 있다. 일단 중의 사대부(士大夫)·팔대부(八大夫)·포수는 적당한 가장을 하는데, 사대부와 팔대부는 맨 처음에 서서 커다란 관을 쓰고 긴 담뱃대를 물고 마치 큰 의식 때와 같이 점잖게 느릿느릿하게 걷는다. 그 뒤에 망태기에 죽은 꿩을 넣고 나무로 만든 총을 둘러맨 포수와 여러 가지 모양의 가면을 쓴 많은 사람들이 따라오고 또 고깔을 쓴 사람들이 징·북·꽹과리·장고 등 악기를 성히 쳐 울리면서 동리에서도 비교적 부유한 사람의 집으로 차례차례 들어가서 지신을 밟아 준다. 그리고 이 지신을 밟을 때에는 반드시 ‘좋고 좋은 지신아, 잡귀·잡신(雜鬼雜神)은 뭍 알로 천행만복(天幸萬福)은 이 집으로’라고 소리를 하면서 그 집의 마당·부엌 또는 광에서 밟고 걸으며 춤추면서 한바탕 논다.

## 같이 보기
- 정월 대보름
- 땅밟기(영어판) - 복음주의 및 오순절 계통 개신교에서 행하는 기도의 일종

## 참고 문헌
- 이 문서에는 다음커뮤니케이션(현 카카오)에서 GFDL 또는 CC-SA 라이선스로 배포한 글로벌 세계대백과사전의 내용을 기초로 작성된 글이 포함되어 있습니다.